# Serra de Los Filabres
La Serra de Los Filabres (Sierra de Los Filabres) és el principal sistema muntanyós de la província d'Almeria, encara que els punts més alts es trobin a la Sierra Nevada, i forma el límit sud de la Valle del Almanzora. Fa 50 km de llarg i 25 km d'ample cobrint una superfície total de 150.000 ha. Tanmateix aquesta serralada i la Serra de Baza fan una serralada única que canvia de nom a la província de Granada (Baza).
L'altitud mitjana és de 1.500 metres. Per sobre dels 2.000 m destaquen Calar Alto, (2.168 m), Tetica de Bacares, (2.080 m) o Calar Gallinero, (2.049 m).
El matoll format per genistòides i espart arriba fins als 1500 m, donant pas a cistàcies sajolides amb pi blanc (Pinus halepensis) i pinassa provinents de repoblació feta a la dècada de 1960.
A la serra hi ha pedreres de marbre al municipi de Macael.
A Calar Alto, municipi de Gérgal, hi ha el Complex Astronòmic Hispano.Alemany, en col·laboració amb l'Institut d'Astrofísica d'Andalusia.
El municipi més poblat és a Macael 6.200 habitants, altres són: Albánchez, Alcóntar, Alcudia de Monteagud, Bayarque, Bacares, Benitagla, Benizalón, Chercos, Cóbdar, Gérgal, Laroya, Líjar, Serón, Sierro, Suflí i Tahal.